# سوکولووو (استان گابرووو)
سوکولووو (به بلغاری: Sokolovo) یک منطقهٔ مسکونی در بلغارستان است که در شهرستان دریانوو واقع شده‌است.